# Chresten (sanger)
 For alternative betydninger, se Chresten. (Se også artikler, som begynder med Chresten)
Chresten Falck Damborg (født 24. februar 1987 i Gudum) er en dansk singer-songwriter i country- og popgenren. Chresten vandt en pladekontrakt med Sony Music i talentkonkurrencen X Factor 2013 på DR1. På finaledagen den 22. marts 2013 udsendte han singlen "Let Go", der er skrevet i samarbejde med X-Factor-mentor og sangerinde Ida Corr og producer Jesper Sidelmann. Chresten udsendte sit debutalbum Wanderlust den 21. marts 2014.

## Diskografi

### Album
- Wanderlust (2014)
- Vindfang (2020)

### Singler
- "Let Go" (2013)
- "Hanging My Youth Out" (2014)